# Масерија дела Рата (Беневенто)
Масерија дела Рата је насеље у Италији у округу Беневенто, региону Кампанија.
Према процени из 2011. у насељу је живело 17 становника. Насеље се налази на надморској висини од 136 м.